# Zoo de Beijing
El zoo de Beijing és un parc zoològic localitzat a Xizhimen, districte de Xicheng, Beijing. Fundat el 1906 durant la dinastia Qing tardana, és el zoològic més antic de la Xina i el parc públic més antic del nord de la Xina. El zoo també és un centre d'investigació zoològica que estudia i cria animals rars de diversos continents.
El zoo ocupa una àrea de 89 hectàrees (220 acres), incloent 5.6 hectàrees (14 acres) de llacs i estanys al districte de Xicheng. Té una de les col·leccions d'animals més grans del país. El 2015, el zoo i el seu aquari tenien més de 450 espècies d'animals terrestres i més de 500 espècies d'animals marins; acollint en total 14.500 animals.
Més de cinc milions de persones visiten el zoològic cada any. Com molts dels parcs de la ciutat, els terrenys del zoo s'assemblen als jardins xinesos clàssics, amb parterres de flors enmig d'un paisatge natural, que inclou densos boscos d'arbres, trams de prats, petits rierols i rius, piscines de lotus i turons esquitxats de pavellons i edificis històrics.
El zoològic de Beijing és conegut per la seua col·lecció d'animals exòtics endèmics de la Xina, com ara els pandes gegants, que són els animals més populars del zoo, el panda roig (Ailurus fulgens), originari de l'Himàlaia oriental i el sud-oest de la Xina, el mico de morro daurat, el tigre del sud de la Xina, el cérvol de llavis blanc, el cérvol de llavis blanc i el cérvol xinès, i la salamandra gegant xinesa. Altres espècies en perill d'extinció o amenaçades que s'hi allotgen inclouen un tigre siberià, un iac, un cavall de Przewalski, un lleopard de les neus, una gasela tibetana i un kiang. El zoo també compta amb una àmplia col·lecció de megafauna com ara addax, óssos negres asiàtics, elefants asiàtics i africans, ratpenats, belugues, ximpanzés, lleopards ennuvolats, flamencs, goril·les, hipopòtams, jaguars, cangurs, lèmurs, omuntters, pingüins i pingüins . óssos polars, rinoceronts, tortugues marines, tapirs, girafes i zebres, així com 13 de les 15 espècies de grues del món.

## Història

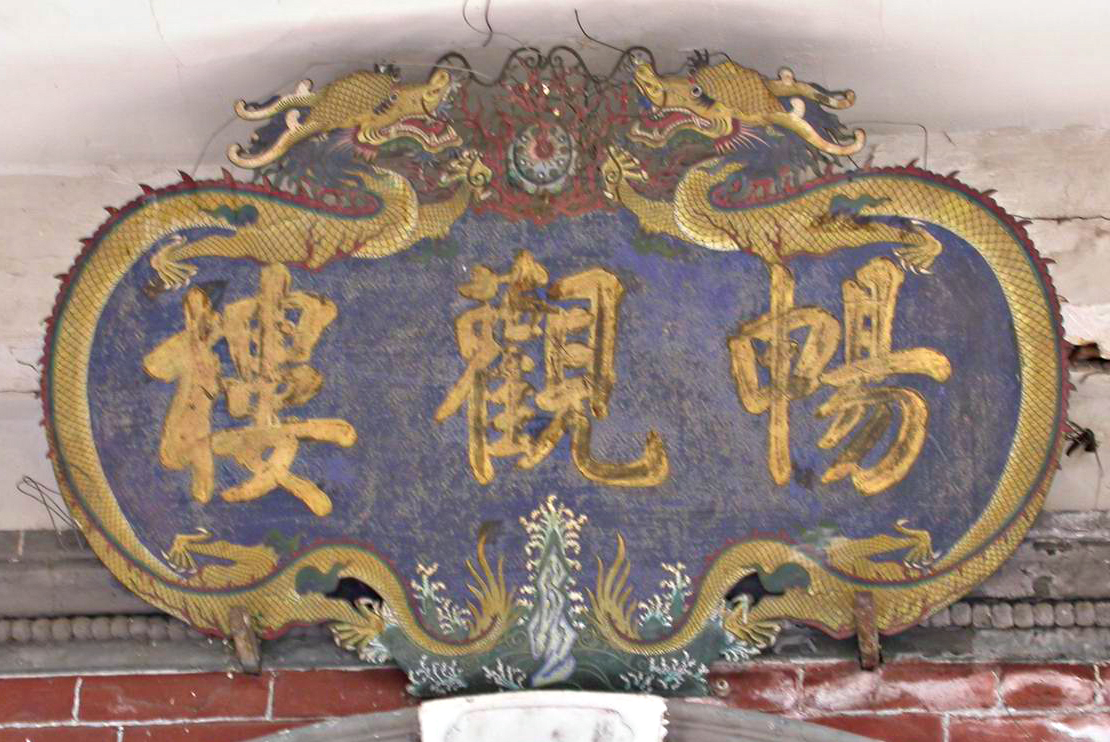
La placa del Changguanlou.

### Era Imperial
El recinte del zoo va acollir originalment una mansió imperial durant la dinastia Ming, que va passar a formar part de la finca del general Fuk'anggan durant la dinastia Qing. El 1906, el Ministeri Imperial d'Agricultura, Indústria i Comerç va establir una granja experimental fora de Xizhimen en un terreny que abastava dos jardins, el Leshan i Ji, i dos temples, el Guangshan i Huining. La Granja Experimental constava d'una granja experimental, un jardí botànic, una xicotat serra d'1.5 hectàrees (3.7 acres) . La granja experimental tenia cinc àrees experimentals principals per a cereals, sericultura, hortalisses, fruites i flors. El zoològic va ser el primer zoològic públic de la Xina i el parc públic més antic del nord del país.
La majoria dels animals van ser comprats pel virrei de Liangjiang, Duanfang, des d'Alemanya. La col·lecció d'animals va despertar un gran interés quan la granja va obrir als visitants el 16 de juny de 1908. L'entrada costava huit monedes de coure, amb els infants a meitat de preu. L' emperadriu vídua Cixi i l'emperador Guangxu van visitar el zoo en dos ocasions. La granja era coneguda com el Wanshouyuan o el "Jardí de les deu mil bèsties". Entre els edificis històrics del zoo hi ha Changguanlou, un palau rural d'estil barroc de l'emperadriu vídua Cixi, dissenyat per un arquitecte francés i construït el 1908. Continua sent un dels palaus d'estil occidental millor conservats de la Xina.

### Època Republicana

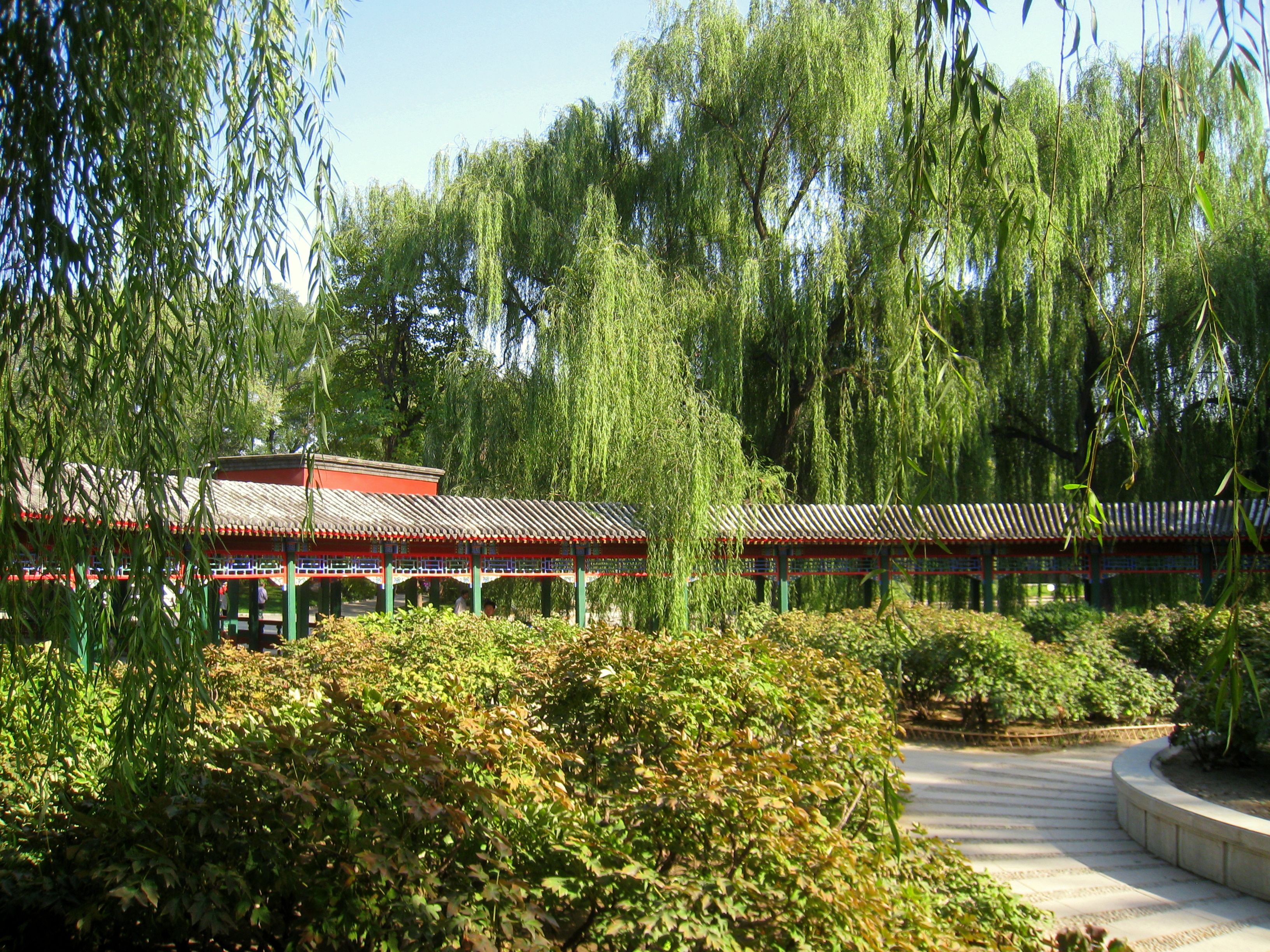
Un passadís al zoològic de Beijing.

Després que la dinastia Qing fóra enderrocada el 1911, el zoo es va convertir en un jardí botànic nacional durant el període republicà. A la dècada del 1930, amb ajuda francesa, el Lamarck Hall, que porta el nom del botànic Jean-Baptiste Lamarck, es va construir a la granja experimental i va albergar la recerca de plantes. Durant la Segona Guerra sino-japonesa, els ocupants japonesos van construir la muntanya del mico el 1942, però van utilitzar la granja experimental com a dipòsit d'emmagatzematge. El 1943, l'exèrcit imperial japonès va enverinar els sis lleons i dos lleopards del zoològic, suposadament per eliminar possibles interferències amb les defenses aèries. Molts altres animals, inclòs l'únic elefant asiàtic del zoològic, van morir de fam. Al final de la guerra, només quedaven deu micos, conills, oques, dos coloms, flamenc, emú, paó, àguila i tres lloros.

### Primers anys de la República Popular
Quan Beijing es va convertir en la capital de la República Popular de la Xina l'any 1949, només 13 micos, tres lloros i un emú, cec d'un ull, quedaven al zoològic. El govern de la ciutat va canviar el nom del zoològic a Centre d'Experimentació Agrícola, i va començar a reconstruir gradualment el zoo. El 1952, els líders nacionals Mao Zedong, Zhu De i Ren Bishi van donar els seus cavalls de guerra al parc.

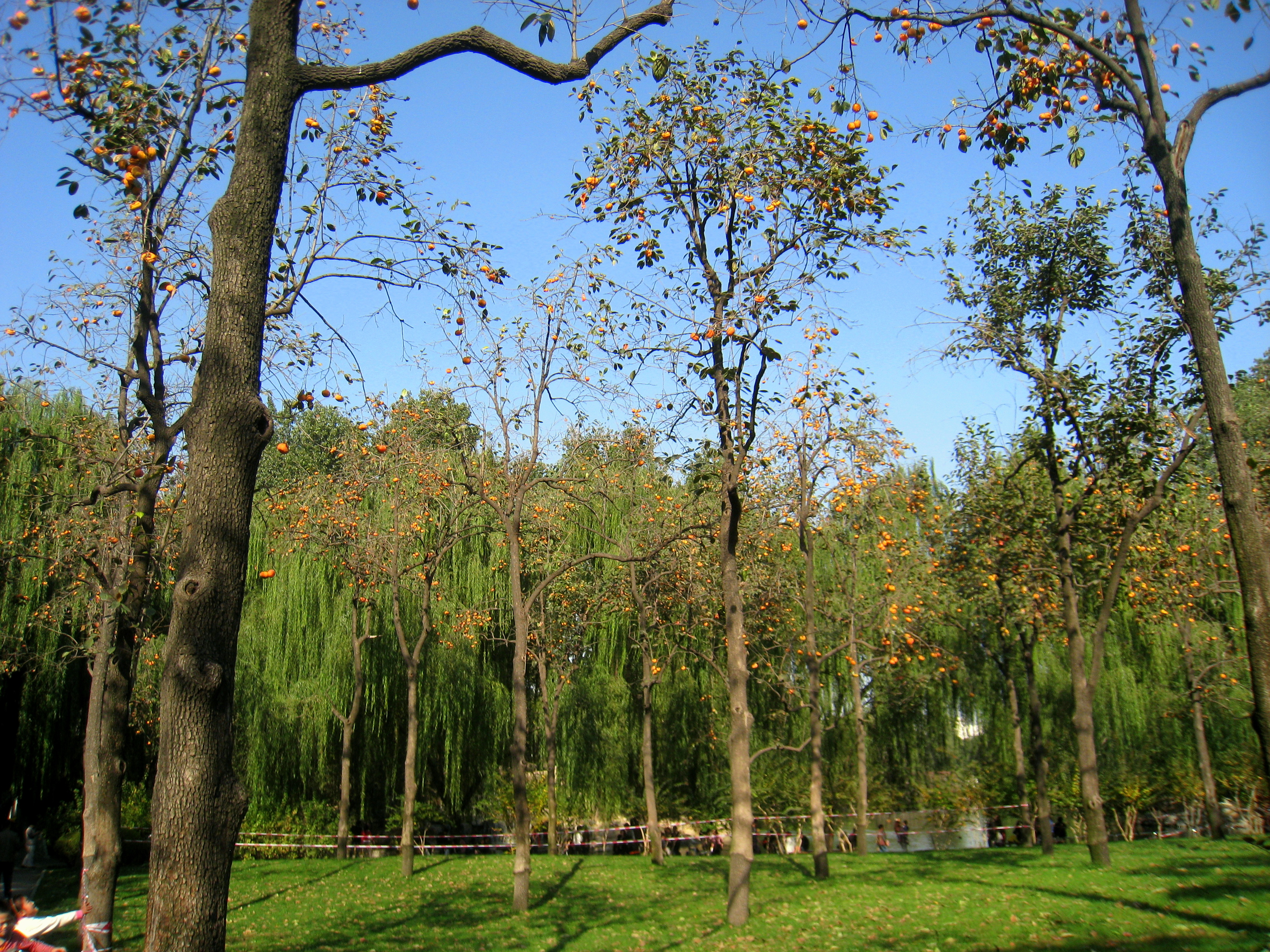
Els terrenys.

El zoo va enviar personal per estudiar la gestió d'un zoològic a la Unió Soviètica i Polònia, i va començar a comerciar animals amb països del Bloc de l'Est, Birmània, Índia, Indonèsia i Japó per ampliar la seua col·lecció. El personal del zoo va utilitzar unes 30 espècies del zoo, com ara el tigre de la Xina del Sud, el langur de François, el caiman xinés, la pitó i l'ós negre per a fer intercanvis. El zoològic de Moscou i el zoològic de Leipzig van donar 14 espècies, incloent un lleó africà, un ós polar, un ós bru, un emú i un voltor de l'Himàlaia. El parc va ser rebatejat com a Zoo de Beijing el 1955. Guo Moruo, el reconegut escriptor i president de l'Acadèmia Xinesa de Ciències Socials va escriure la cal·ligrafia per al cartell d'entrada al zoo. Les principals universitats xineses també van establir una presència de recerca al zoològic per estudiar el comportament dels animals i criar espècies en perill d'extinció. El panda gegant es va exhibir al zoo per primera vegada el 1955 i el personal del zoo el va reproduir amb èxit el 1963.

A la dècada del 1950 es van obrir nous recintes, la Muntanya del Lleó-Tigre, la Casa dels Elefants, la Casa dels Primats i la Casa dels Rèptils, que tenien exemplars de més de 100 espècies, com ara cocodrils i pitons. El 1958, el govern de la ciutat va aprovar l'ampliació del zoològic a 21 hectàrees a la riba nord del riu Nanchang. El 1965, quan la construcció del Capital Indoor Stadium es va emportar 4 hectàrees del terreny del zoo a l'oest, la ciutat va concedir al zoo 2,3 hectàrees prop de les Tombes de la dinastia Ming, al nord de la ciutat. La terra es va convertir en el centre de cria fora del lloc del zoo.

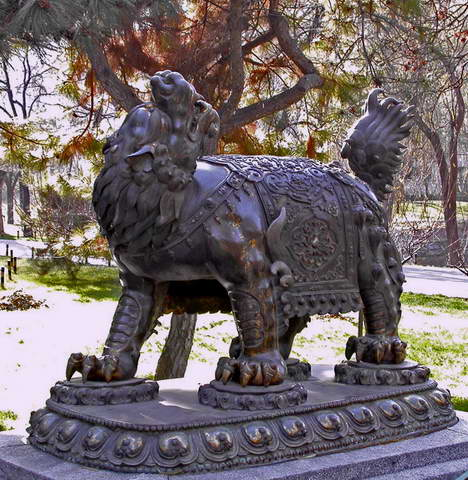
Un hou tallat en bronze, una criatura de la mitologia xinesa.

El desenvolupament del zoo es va aturar bruscament amb l'inici de la Revolució Cultural l'any 1966, ja que el personal del zoo va ser depurat, el treball de recerca es va aturar i es van trencar els contactes amb zoològics estrangers. Quan Guo Moruo va ser denunciat, el rètol que portava la seua cal·ligrafia va ser eliminat i substituït per un de caracters realitzat a partir de pedaços d'altres textos amb cal·ligrafia del president Mao.
A la dècada del 1970, quan la Xina va establir relacions diplomàtiques amb el bloc occidental, el zoo va rebre regals d'animals d'Austràlia, França, Mèxic, Nepal, Espanya, Sri Lanka, el Regne Unit i els Estats Units. El zoo també va organitzar una missió de quatre anys a Etiòpia, Kenya i Tanzània, que va portar de tornada 157 espècies i 1.000 animals, entre els quals s'inclouen l'ovarc, l'elefant africà, el babuí, les tortugues gegants, la girafa, la gasela de Grant, l'òryx, la gasela de Thomson, l'estruç, el nyu i la gasela de zebra salvatge.
Durant els Jocs Olímpics d'estiu de 1984, el Zoo de Beijing va enviar un parell de pandes gegants, Yingxin i Yong Yong, a Los Angeles per a una exposició. El 1987, Yong Yong i Ling Ling van ser exposats al zoo del Bronx.

## Actualitat

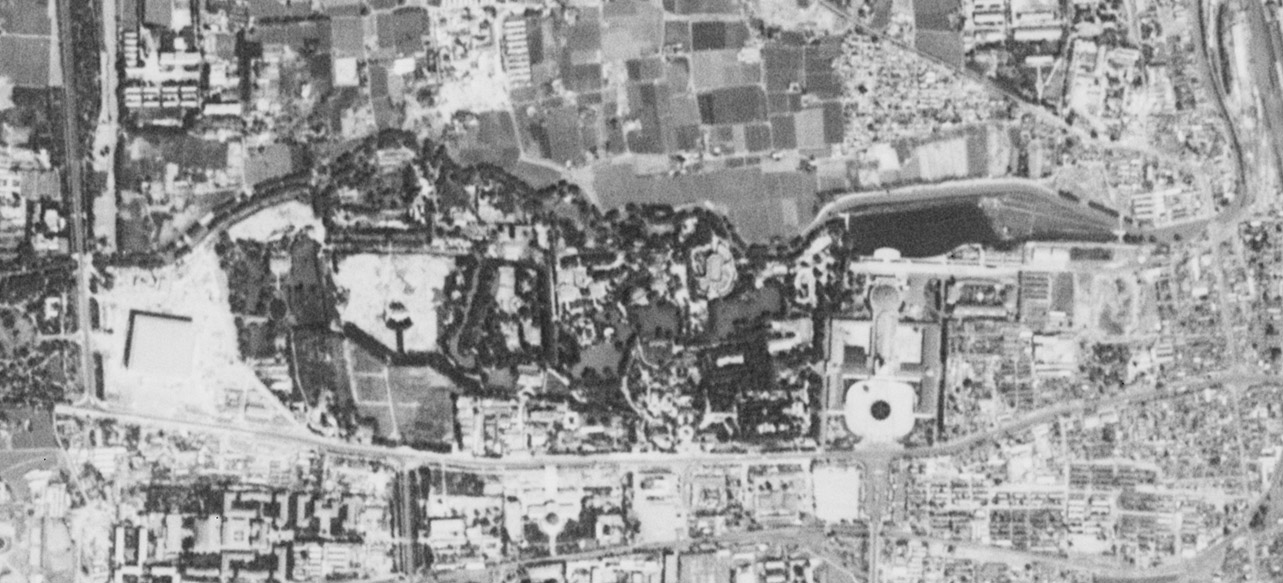
Imatge de satèl·lit del zoològic de Beijing el 1967.

Els edificis del zoo ocupen una superfície de més de 50.000 metres quadrats, incloent la sala dels elefants, la sala dels lleons i els tigres, la sala dels micos, la sala dels pandes i moltes altres. En total, hi ha més de 30 sales.
El zoològic manté un programa de cria activa que el 2013 va produir 1.104 descendents supervivents de 92 espècies, incloent-hi el gibó de galtes blanques del nord, en perill crític, i el mico de nas de Guizhou. Altres espècies reproduïdes l'any 2013 inclouen pandes gegants, takins daurats, ximpanzés, micos de De Brazza, micos Patas, micos vervets, guerezas amb mantell, loris lents de Bengala, caputxins tufosos, cérvols de Pere David i hipopòtams.
Els visitants del zoo també poden explorar els seus nombrosos edificis de la dinastia Qing.

## Aquari de Beijing
L'aquari de Beijing es troba dins del parc zoològic, a la riba nord del riu Chang. Inaugurat l'any 1999, el complex d'aquaris té una superfície de 120.000 metres quadrats, amb 42.000 metres quadrats d'espai interior. És l'aquari més gran de la Xina amb un gran nombre d'espècies de peixos i mamífers marins. Els visitants poden vore espectacles realitzats per dofins, belugues i lleons marins.

## Localització i accés

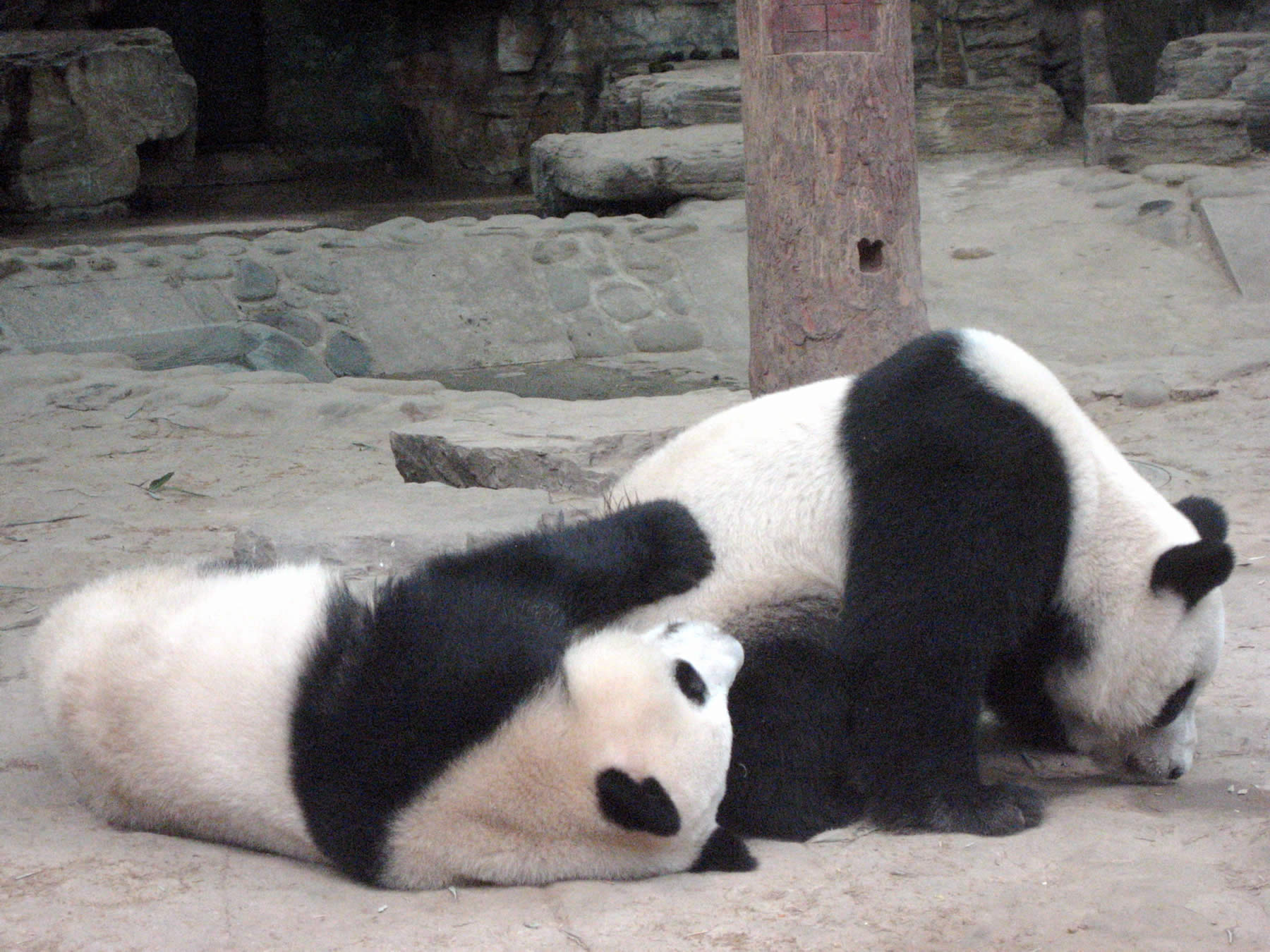
Pandes gegants al zoo de Beijing

El zoològic de Beijing es troba al número 137 de Xizhimen Wai Dajie al districte de Xicheng, just a l'oest de la cantonada nord-oest de la segona carretera de circumval·lació. A l'exterior del zoo hi ha un centre de transport públic local amb l'estació de metro de l'estació del zoo de Beijing a la línia 4 del metro de Beijing i terminals per a les rutes d'autobús de Beijing 7, 15, 19, 102 i 103. Les línies d'autobús 27, 105, 107, 111, 305, 347, 360, 362, 534, 563, 604, 632, 686, 特4, 特19, 夜8 també paren al zoo.

### Atraccions properes
El Planetari de Beijing es troba en diagonal a l'altra banda del carrer des de l'entrada principal del zoo. A l'oest del zoo hi ha el Purple Bamboo Park. A l'est hi ha el centre d'exposicions de Beijing i el restaurant Moscou.